# Fòrum (publicació digital)
Fòrum és un periòdic digital andorrà creat l'any 2009 per Jaume Ramisa, a qui se li afegiria Julià Rodríguez; havien treballat junts en projectes com Informacions o Poble Andorrà. Publica sobretot notícies proporcionades per agències i articles d'opinió. Forma part de l'Associació Catalana de la Premsa Gratuïta i Mitjans Digitals. Es va concebre inicialment com a edició digital de la revista homònima en paper, de tirada mensual i en funcionament entre el febrer del 2004 i el juliol del 2005. Més endavant, aquesta mateixa revista es publicaria com a setmanari del 28 de setembre del 2009 al 8 d'octubre del 2010, quan s'optaria per mantenir solament la versió en línia. Actualment, l'edició web és finançada comercialment. Durant el 2020, segons dades pròpies, va obtenir una mitjana de 68.426 visualitzacions diàries i més d’1,3 milions de visitants únics.